# Przodownik ochrony roślin
Przodownik ochrony roślin – rolnik wyznaczony przez przewodniczącego gromadzkiej rady narodowej na wniosek agronoma gromadzkiego, w celu udzielenia pomocy służbom kwarantanny i ochrony roślin w zwalczaniu chorób roślin, szkodników i tępieniu chwastów. Przodownikiem mogła być osoba zamieszkała w danej wsi, posiadająca odpowiednie kwalifikacje zawodowe teoretyczne i praktyczne, ciesząca się w środowisku wiejskim odpowiednim autorytetem.
Przodowników powoływano w każdej wsi. We wsiach wyjątkowo dużych dopuszczano możliwość powołania dwóch przodowników.

## Powoływanie przodowników
Na podstawie ustawy z 1956 r. o ochronie roślin uprawnych przed chorobami, szkodnikami i chwastami oraz uchwały Komitetu Ekonomicznego Rady Ministrów z 1959 r. w sprawie ochrony roślin uprawnych ustalono ogólne zasady powoływania przodowników ochrony oraz zakres ich obowiązków i uprawnień.

## Obowiązki przodowników
Do obowiązków przodowników należało wykonywanie następujących najważniejszych zadań:
- organizowanie walki ze szkodnikami i chorobami roślin,
- podawanie do wiadomości mieszkańców wsi terminów wyznaczonych lustracji na określonych uprawach,
- kontrolowanie udziału w tych lustracjach zobowiązanych do tego użytkowników,
- pouczanie mieszkańców wsi o sposobie zwalczania występujących chorób i szkodników,
- prowadzenie obserwacji nad występowaniem chorób i szkodników oraz zgłaszanie i wykrycia do wydziału rolnictwa i leśnictwa powiatowych rad narodowych,
- organizowanie wiejskich punktów zaprawiania nasion,
- organizowanie zespołowych zabiegów ochrony roślin,
- współdziałanie w kółkami rolniczymi i ogniwami plantatorów zrzeszeń branżowych w organizowaniu działalności w zakresie ochrony roślin,
- zgłaszanie do biura prezydiów gromadzkiej rady narodowej osób uchylających się od wykonywania obowiązków w zakresie zwalczania chorób i szkodników roślin uprawnych.

## Szkolenie przodowników
Przodownicy byli przeszkoleni w zakresie następujących zagadnień:
- przepisów prawnych dotyczących ochrony roślin,
- metod rozpoznawania i zwalczania najważniejszych chorób i szkodników roślin, występujących na danym terenie,
- zasad eksploatacji najważniejszych typów aparatów ochrony roślin,
- zasad stosowania poszczególnych środków ochrony roślin, znajdujących się w obrocie handlowym,
- zasad organizacji podstawowych akcji kwarantannowych.

Szkolenia przeprowadzała powiatowa służba ochrony roślin przy udziale specjalistów ze stacji kwarantanny i ochrony roślin oraz instytucji kontraktujących.

## Wynagrodzenie przodowników
Przodownicy wykonujący należycie swoje obowiązki mieli prawo do nagrody w wysokości 500-1400 zł w skali roku. Przodownicy szczególnie wyróżniający się mogli ubiegać o dodatkowe nagrody uznaniowe w wysokości 1000 zł w skali rocznej. Środki finansowe na wypłatę nagród zabezpieczone były przez właściwe gromadzkie rady narodowe.